# جيرمان بوينتيس
جيرمان بوينتيس (بالإسبانية: Germán Puentes)‏ مواليد 18 ديسمبر 1972 في برشلونة، هو لاعب كرة مضرب إسباني سابق بدأ مسيرته كمحترف سنة 1995 وكان يلعب باليد اليمنى. أعلى تصنيف له في الفردي كان المركز الـ 90 في سنة 2000. أعلى تصنيف له في الزوجي كان المركز الـ 73 في سنة 1999.

## النهائيات

### الفردي: (4)
| الرقم | السنة | الدورة           | الأرضية | المنافس في النهائي | النتيجة في النهائي |
| ----- | ----- | ---------------- | ------- | ------------------ | ------------------ |
| 1.    | 2000  | بارليتا، إيطاليا | ترابية  | تومي روبريدو       | 6–4, 7–6(7–3)      |
| 2.    | 2000  | أولم، ألمانيا    | ترابية  | ديفيد سانشيز       | 6–3, 6–3           |
| 3.    | 2000  | لينتس، النمسا    | ترابية  | إدوين كيمبس        | 7–6(9–7), 6–1      |
| 4.    | 2001  | فورث، ألمانيا    | ترابية  | كريستيان بليس      | 6–4, 6–3           |

### الزوجي: (10)
| الرقم | السنة | الدورة                     | الأرضية | الشريك               | المنافس في النهائي                | النتيجة في النهائي |
| ----- | ----- | -------------------------- | ------- | -------------------- | --------------------------------- | ------------------ |
| 1.    | 1996  | القاهرة، مصر               | ترابية  | ألبرتو بيراساتيغي    | برانيسلاف جاليك بوروت أوره        | 6–0, 6–0           |
| 2.    | 1998  | مونتوبان، فرنسا            | ترابية  | إدواردو نيكولا       | إدوين كيمبس روجير فاسن            | 7–6, 7–6           |
| 3.    | 1998  | بودفا, صربيا والجبل الأسود | ترابية  | إدواردو نيكولا       | إيمانويل كوتو جوام كونا إي سيلفا  | 3–6, 6–1, 6–3      |
| 4.    | 1998  | سكوبيه, جمهورية مقدونيا    | ترابية  | إدواردو نيكولا       | أندريه ميرينوف أندريه ستولياروف   | 7–5, 3–6, 7–6      |
| 5.    | 1999  | براونشفايغ، ألمانيا        | ترابية  | ألبرت بورتاس         | توماس كاربونيل نيبوشا ديوردييفيتش | 6–4, 6–7(3–7), 6–3 |
| 6.    | 1999  | البندقية، إيطاليا          | ترابية  | ألبرت بورتاس         | دييغو ديل ريو ماريانو هود         | 6–4, 6–0           |
| 7.    | 1999  | برشلونة، إسبانيا           | ترابية  | إدواردو نيكولا       | ألبرتو مارتن خافيير سانشيز        | 7–6(7–1), 7–6(7–5) |
| 8.    | 2000  | فورث، ألمانيا              | ترابية  | إدواردو نيكولا       | ديفين بوين براندون كوبيه          | 6–4, 6–2           |
| 9.    | 2000  | اشبيلية، إسبانيا           | ترابية  | إدواردو نيكولا       | تومي روبريدو سانتياجو فينتورا     | 6–3, 6–2           |
| 10.   | 2001  | بارليتا، إيطاليا           | ترابية  | خايرو فيلاسكو جونيور | توماس بيرند ميخائيل يوجني         | 6–1, 1–0 انسحاب    |

## روابط خارجية
- جيرمان بوينتيس على موقع رابطة محترفي التنس (الإنجليزية)
- جيرمان بوينتيس على موقع الاتحاد الدولي لكرة المضرب (الإنجليزية)
- جيرمان بوينتيس على موقع خلاصة التنس.كوم (الإنجليزية)